# Problèmes non résolus en mathématiques
 (novembre 2015).
Si vous disposez d'ouvrages ou d'articles de référence ou si vous connaissez des sites web de qualité traitant du thème abordé ici, merci de compléter l'article en donnant les références utiles à sa vérifiabilité et en les liant à la section « Notes et références ».
Pour les articles homonymes, voir Liste des problèmes non résolus.
En toute généralité, la résolution d'un problème non résolu en mathématiques est relative au cadre axiomatique dans lequel on se place. Pour exemples, on peut prouver plus en logique classique qu'en logique intuitionniste et aussi plus dans la théorie des ensembles usuelle que dans la théorie arithmétique.
Par exemple le théorème de Goodstein s'exprime dans le langage de l'arithmétique et est démontré être indécidable dans la théorie arithmétique, alors qu'il est un théorème de la théorie des ensembles.
Le célèbre dernier théorème de Fermat, qui lui aussi s'exprime dans le langage de l'arithmétique, est résolu en théorie des ensembles, mais on ne sait pas s'il est résoluble ou non dans la théorie arithmétique.
Ce qui suit est donc une liste de problèmes non résolus en mathématiques standard, soit en logique classique avec la théorie des ensembles usuelle.

## Problèmes du prix du millénaire
Sur les sept problèmes du prix du millénaire fixés par l'Institut de mathématiques Clay, les six qui restent ouverts sont :
- le problème P = NP ;
- la conjecture de Hodge ;
- l'hypothèse de Riemann ;
- la question de l'existence de la théorie de Yang-Mills avec un gap de masse ;
- la question de l'existence et des propriétés de solutions des équations de Navier-Stokes ;
- la conjecture de Birch et Swinnerton-Dyer.

Seule la conjecture de Poincaré a été démontrée.

## Autres problèmes encore non résolus

### Théorie des nombres

#### Généralités

##### Conjectures
- conjecture de Goldbach et sa version faible (1742)
- conjecture de Syracuse (problème 3x + 1)
- conjecture de Gilbreath
- conjecture abc
- conjecture de Szpiro

##### Problèmes
- problème de Brocard : existe-t-il des entiers n et m (n > 7) tels que n! + 1 = m2 ?
- déterminer les valeurs de {\displaystyle g(k)} et {\displaystyle G(k)} dans le problème de Waring (1770)

##### Questions
- existe-t-il un nombre parfait impair ?
- existe-t-il un nombre quasi parfait ?
- existe-t-il un nombre étrange impair ?
- dix est-il un nombre solitaire ?
- existe-t-il taxicab(5, 2, n) pour n > 1 ?
- la liste des soixante cinq nombres idoines d'Euler est-elle complète ?

#### Nombres premiers

##### Conjectures
- conjecture de Polignac
- conjecture de Fortune : primalité systématique des nombres fortunés
- conjecture des nombres premiers jumeaux

##### Problèmes
- problèmes de Landau

##### Questions
- existe-t-il une infinité de quadruplets de nombres premiers ?
- existe-t-il une infinité de nombres premiers de Mersenne ?
- existe-t-il une infinité de nombres premiers réguliers ?
- existe-t-il une infinité de nombres de Cullen premiers ?
- existe-t-il une infinité de nombres de Fibonacci qui sont premiers ?
- existe-t-il un nombre double de Mersenne pour n plus grand que 31 ?
- les nombres de Fermat {\displaystyle F_{n}=2^{2^{n}}+1} sont-ils tous composés pour {\displaystyle n\geqslant 5} ?
- 78 557 est-il le plus petit nombre de Sierpinski ?
- 509 203 est-il le plus petit nombre de Riesel ?

### Algèbre

#### Conjecture
- conjecture de Hadamard

#### Problème
- seizième problème de Hilbert

#### Questions
- existe-t-il un cuboïde parfait ?
- Pour quels entiers m, n > 0 le groupe de Burnside B(m, n) est-il fini ?

### Analyse

#### Conjectures
- conjecture de Schanuel
- conjecture de Lehmer (en)

#### Problème
- problème de Pompeiu

#### Question
- la constante d'Euler-Mascheroni, {\displaystyle \gamma }, est-elle rationnelle ?

### Combinatoire

#### Conjecture
- Conjecture du coureur solitaire

#### Déterminations
- nombre de carrés magiques
- établir une formule donnant la probabilité que deux éléments choisis au hasard engendrent le groupe symétrique

### Théorie de Ramsey

#### Conjecture
- conjecture des familles stables par unions

#### Déterminations
- les valeurs de nombres de van der Waerden
- les valeurs de nombres de Ramsey, en particulier R(5,5)

### Théorie des graphes

#### Conjectures
- conjecture d'Erdős-Gyárfás
- conjecture d'Erdős-Hajnal
- conjecture d'Erdős-Faber-Lovász (résolue en 2021 pour des graphes suffisamment grands)
- conjecture de Hadwiger
- conjecture de Ringel-Kotzig (alias conjecture de von Koch)
- conjecture de 1-factorisation
- conjecture du graphe trop plein
- conjecture de coloration totale (en)
- conjecture de reconstruction (en) : les graphes sont déterminés par leurs sous-graphes (due à Kelly et Ulam)

#### Problème
- problème de Hadwiger-Nelson

#### Détermination
- trouver une formule générale pour le seuil de percolation